# Kad zaspu anđeli
Kad zaspu anđeli, också känd som Ostani, är en låt framförd av Goran Karan. Den är skriven av Zdenko Runjić, Neno Ninčević och Nikša Bratoš.
Låten var Kroatiens bidrag i Eurovision Song Contest 2000 i Stockholm i Sverige. I finalen den 13 maj slutade den på nionde plats med 70 poäng.